# ヒナカンアオイ
ヒナカンアオイ（雛寒葵、学名：Asarum okinawense、シノニム：Heterotropa okinawensis）とは、ウマノスズクサ科カンアオイ属の多年草。

## 概要
日本固有種で琉球諸島の沖縄島の北部嘉津宇岳周辺に分布する。石灰岩地の林内に生育する。
多年草。葉は対生または束生、卵状心形～広卵状心形で、長さ5～6cm程度、先端は鋭く尖り、表面は深緑色で、雲斑がある。葉柄は緑色で長い。花期は2～4月。花のように見えるのは花弁ではなく3枚のがく片である。がく片は卵形で長さ5mm内外になり、縁は反り返らず、色は淡黄白色、基部に小突起がある。がく筒は筒形で長さ7mm程度になり、くびれがなく、暗緑色。雄しべは12個、雌しべは6個。
園芸用の採取で、個体数を減らしている他、生育地周辺で開発が進んでいる。

## 保護上の位置づけ
絶滅危惧IA類 (CR)（環境省レッドリスト）
環境省の2007年の調査では発見できず、その後の情報もないため、野生絶滅したおそれがあるが、再発見の可能性を考慮し、IUCNレッドリストの分類と同じく、絶滅危惧IA類（CR）とされている。
生育地である下記の地方公共団体が作成したレッドデータブックに掲載されている。
- 沖縄県：絶滅危惧IA類[6]

2017年（平成29年）に希少野生動植物種および特定第一種国内希少野生動植物種に指定された。
生息地である嘉津宇岳一帯は、嘉津宇岳安和岳八重岳自然保護区として県指定の天然記念物〈天然保護区域〉に指定されている。